# Les Avions, les Oiseaux
Singles de Mireille Mathieu
Chanter
(1984) Made in France
(1985)
Les Avions, les Oiseaux est une chanson interprétée par la chanteuse française Mireille Mathieu et publié par la maison de disques Ariola en France en 1985. Cette chanson est le fruit de la collaboration entre Didier Barbelivien et Éric Charden. 

## Crédits du 45 tours
Mireille est accompagnée par :
- le grand orchestre de Guy Mattéoni pour Les Avions, les Oiseaux[1] ;
- le grand orchestre de Claude Samard pour Blue Paradise[1].

La photo de la pochette est de Norman Parkinson.

## Reprises
Aucun des titres de ce 45 tours ne sera repris en une autre langue par la chanteuse, chose assez rare dans sa carrière.

## Principaux supports discographiques
Les Avions, les Oiseaux se retrouve pour la première fois sur le 70e 45 tours français de la chanteuse sorti en 1985 chez Ariola avec ce titre en face A et Est-ce qu'il parle encore de moi ? en face B . Elle se retrouvera ensuite pour la première fois sur un CD près de 20 ans après, sur la triple compilation Platinum Collection publiée en 2005.